# Ateuchus laevicollis
Ateuchus laevicollis е вид бръмбар от семейство Листороги бръмбари (Scarabaeidae).

## Разпространение
Видът е разпространен в Бразилия (Амазонас).